# Айтпаєва Сауле Муханбедіанівна
Сауле Муханбедіанівна Айтпаєва (каз. Сәуле Мұханбедианқызы Айтбаева; нар.. 22 травня 1960 року, село Жакси, Жаксинський район, Тургайська область, Казахська РСР) — казахстанський державний діяч, перша казахська жінка-генерал. Депутат сенату парламенту Республіки Казахстан (з 2017 року).

## Біографія
У 1983 році закінчила Свердловський юридичний інститут імені А. А. Руденка за спеціальністю «правознавство».
1977 рік — завідувачка канцелярії Жаксинської районної прокуратури Тургайської області.
1978 рік — друкарка Жаксинського райкому комсомолу Тургайської області.
З 1983 по 1984 роки — стажистка, слідчий прокуратури Ленінського району Целіноградської обласної прокуратури.
З 1985 по 1988 роки — прокурор відділу з нагляду за слідством і дізнанням в органах внутрішніх справ прокуратури Акмолинської області.
З 1988 по 1992 роки — помічник прокурора з кадрів прокуратури Акмолинської області.
З 1992 по 1996 роки — прокурор організаційно-аналітичного відділу прокуратури Акмолинської області.
З 1996 по 1998 роки — старший помічник по організаційно-інспекторської роботи Цілинної транспортної прокуратури, начальник відділу розробки та впровадження первинних облікових документів, форм звітності та методології ЦПСіІ при ДП РК, заступник начальника Ц(Д)ПСіІ — начальник управління статистики в місті Астані.
З 1999 по 2001 роки — заступник начальника Ц(Д)ПСіІ — начальник управління формування статистики Ц(Д)ПСіІ Прокуратури Ленінського району Акмолинської області.
З 2001 по 2003 роки — заступник начальника Центру правової статистики і інформації при Генеральній прокуратурі Республіки Казахстан.
З 2003 по 2005 роки — заступник голови комітету з правової статистики та спеціальним обліками Генеральної прокуратури Республіки Казахстан.
З 2005 по 2012 роки — перший заступник голови комітету з правової статистики та спеціальним обліками Генеральної прокуратури Республіки Казахстан.
З 2006 року — член національної комісії у справах жінок і сімейно-демографічної політики при президентові Республіки Казахстан.
З 2012 по 2017 роки — голова комітету з правової статистики та спеціальним обліками Генеральної прокуратури Республіки Казахстан.
З 13 липня 2017 року — депутат сенату парламенту Республіки Казахстан, призначена указом президента Республіки Казахстан. З вересня 2017 року — член комітету з конституційного законодавства, судової системи та правоохоронних органів.
З червня 2018 року по липень 2019 року — уповноважений з прав дитини в Республіці Казахстан.

## Нагороди та звання
- Орден Слави 2 ступеня (15 грудня 2014)[5]
- Медаль «За трудову відзнаку» (2005)
- Медаль «10 років Астані» (2008)
- Медаль «20 років незалежності Республіки Казахстан» (2011)
- Медаль «20 років прокуратурі Республіки Казахстан» (2011)
- Почесний працівник прокуратури Республік Казахстан (2001)
- Державний радник юстиції 3-го класу (6 травня 2013)
- Генерал (2013)[6]
- Почесний громадянин Акмолинської області (21 липня 2016)[7]
- Медаль «За бездоганну службу в прокуратуру» 1-го ступеня.